# Vukac Hrvatinić
Vukac Hrvatinić (fl. 1350-después del 10 de abril de 1378) fue un magnate bosnio con el título de knez al servicio de ban Tvrtko Kotromanić de Bosnia, quien lo elevó al título de vaivoda más tarde. Pertenecía a la familia noble Hrvatinić que servía en el Banato de Bosnia.

## Biografía
Vukac fue uno de los hijos de Hrvatin Stjepanić, el knez de Donji Kraji (1299). En 1363 Bosnia fue invadida por el rey Luis I de Hungría. La ciudad de Soko en el río Pliva fue defendida por Vukac durante el asedio húngaro entre el 8 y el 10 de julio de 1363. Vukac la defendió con tanta eficacia que el rey decidió abandonar el asedio después de solo unos días y se retiró a Hungría. El ban Tvrtko otorgó a Vukac toda la župa de Pliva, para agregarlo a Donji Kraji, y lo elevó al título de vaivoda.

## Descendencia
Vukac tuvo cuatro hijos y tres hijas:
- Hrvoje (1350-1416), ban de Croacia, gran duque de Bosnia y herceg de Split.[4]
- Vuk, ban de Croacia.[5]
- Dragiša.[6]
- Vojislav.
- Resa Vukčić Hrvatinić, casada con el tepčija Batalo Šantić.[7]
- Vučića Vukčić Hrvatinić.[7]
- Un hija de nombre desconocido, casada con el tío de los duques de Usora, Vukmir y Vukašin Zlatonosović.[7]